# Paparazzi (canção de Lady Gaga)
"Paparazzi" é uma canção da artista musical estadunidense Lady Gaga, contida em seu álbum de estreia The Fame (2008). Foi composta e produzida pela própria juntamente a Rob Fusari. A sua gravação ocorreu entre 2007 e 2008 nos estúdios 150 Studios, em Parsippany-Troy Hills, Nova Jersey. Antes de ser famosa, Gaga encontrou-se com Fusari em março de 2006, e começou a namorá-lo em maio. Ela viajou à Nova Jersey para trabalhar em canções que havia composto com Fusari e, no final de 2007, a gestão da cantora introduziu-a à RedOne. A artista afirmou que um de seus namorados, um baterista de heavy metal chamado Luke, foi uma das principais inspirações para diversos números do disco, incluindo "Paparazzi". A faixa foi enviada às rádios irlandesas e britânicas em 6 de julho de 2009, servindo como o terceiro single do projeto nessas regiões devido à controvérsia das letras e do vídeo musical de "LoveGame", foco promocional anterior de The Fame. Em outros países, como o Canadá e a Austrália, serviu como as quarta e quinta faixa de trabalho do material, respectivamente.
Musicalmente, "Paparazzi" é uma canção dance-pop com influências do technopop, similar à "Poker Face" e "LoveGame" com uma batida "opressiva". A sua sonoridade é composta através dos vocais, juntando acordes de piano e o uso de sintetizadores. Liricamente, trata-se da obsessão de um fã a um artista, sobre o lado negro da fama e também sobre um garoto que ela persegue e oferece fama a ele em troca de seu amor. A obra recebeu análises geralmente positivas da mídia especializada, a qual prezou a sua produção, sua composição e seu conteúdo lírico, embora alguns resenhadores tenham percebido semelhanças a "Poker Face" e "Just Dance". Obteve um desempenho comercial positivo, culminando as tabelas da Alemanha e da República Checa e classificando-se nas dez melhores colocações em diversos países, como Austrália, Canadá, Estados Unidos, Irlanda e Reino Unido. Nos Estados Unidos, converteu-se no terceiro tema de Gaga a liderar o periódico genérico Hot Dance Club Songs.
O vídeo musical correspondente foi o primeiro de Gaga a ser concebido como um "curta metragem" e estreou em 2 de junho de 2009 através da iTunes Store. Dirigida por Jonas Åkerlund, a trama apresenta um tema de vingança e retrata a intérprete como uma cantora famosa perseguida por fotógrafos e que é quase assassinada por seu namorado. Ela sobrevive e se vinga dele envenenando-o. O videoclipe também apresenta cenas em que são vistas as experiências da personagem antes da fama. O trabalho recebeu análises geralmente positivas e foi indicado nas categorias de Best Art Direction, Best Special Effects, Best Direction, Best Editing e Best Cinematography nos MTV Video Music Awards de 2009, vencendo as duas primeiras. Em 2010, foi lançado o vídeo de "Telephone", segundo single do terceiro extended play de Gaga The Fame Monster (2010), o qual foi concebido como uma continuação do vídeo de "Paparazzi".
Como forma de divulgação, Gaga apresentou "Paparazzi" em programas televisivos e durante os MTV Video Music Awards de 2009. O clímax da performance apresentou um sangue teatral escorrendo do tórax da artista. A apresentação também incluiu uma homenagem à "A Day in the Life", do grupo The Beatles. Mais tarde, Gaga explicou que a performance foi dedicada a seus fãs, sendo posicionada na terceira colocação entre as melhores de todos os tempos da premiação. A cantora também incluiu a faixa no repertório das turnês The Fame Ball Tour (2009), The Monster Ball Tour (2009-11), Born This Way Ball Tour (2011-12), ArtRave: The Artpop Ball (2014) e Joanne World Tour (2016)

## Composição e inspiração
Em entrevista para o site about.com, Gaga disse:
| “ | Bem, eu estou feliz que existem algumas interpretações diferentes sobre a canção, essa era a ideia. A música é sobre algumas coisas diferentes - é sobre minhas lutas, eu quero fama ou eu quero amor? É também sobre cortejar os paparazzi que se apaixonam por mim. É uma canção de amor para as câmaras, mas também é uma canção de amor sobre a fama ou o amor? - Você pode ter ambos, ou você pode ter apenas um. | ” |

Para o jornal australiano, Daily Telegraph, Gaga explicou que a canção foi também sobre a luta para equilibrar o sucesso e o amor.

## Videoclipe
O videoclipe de "Paparazzi" foi dirigido por Jonas Åkerlund e lançado a 25 de fevereiro de 2009. O vídeo tem quase oito minutos de duração e foi classificado como uma curta-metragem por Lady Gaga.
O vídeo começa com Gaga e o seu namorado (Alexander Skarsgard) deitados numa cama a beijarem-se. A seguir, ele leva-a para a varanda. Sentada na balaustrada, Gaga beija apaixonadamente o namorado, que contratou paparazzi para os fotografarem (sem Gaga saber). Ele tenta virá-la para a câmara, mas Gaga fica assustada e pede-lhe para parar. O namorado manda-lhe olhar na câmara, mas ela recusa e percebe que foi tudo uma armadilha dele. Gaga começa a lutar com o homem, quebrando uma garrafa de champanhe na cara dele e acaba por ser empurrada da varanda. De seguida, Gaga aparece caindo, mas no fundo tem uma espiral. A seguir, há um corte no vídeo e ela está deitada numa poça de sangue sobre as escadas, com homens a fotografá-la. Depois reaparece em cadeira de rodas acompanhada de alguns dançarinos, levantando e dançando com muletas, uma cena particularmente forte. Durante o vídeo são inseridas partes em que ela está em um sofá dourado, assim como acontece a segunda estrofe da música (sendo que em uma dessas partes ela é vista beijando 3 homens que possuem uma aparência andrógena feminina, os mesmos são integrantes da banda Snake of Eden de Sleaze Rock da Suécia), durante a frase "Lovin' you is Cherry Pie", e após o verso "Don't have a price", também são inseridas imagens de mulheres mortas. Para o segundo refrão, Lady GaGa, acompanhada de cinco dançarinas, usando um collant longo, cinza, que possui tecidos nos ombros e uma saia do lado direito, realizam a única parte do vídeo coreografada com dança. Logo após, ela é vista num quarto escuro com um visual preto e branco sombrio e tirando várias fotos, acompanhada de cães. No fim, Lady GaGa está numa sala de estar com o namorado e a empregada deixa uma bandeja de chá para os dois. GaGa, vestida em um visual que lembra a Minnie Mouse, larga uma revista onde se lê "The New It Girl" e vai pegar um copo para eles. Ela envenena a bebida do namorado e assim se vinga. Depois, liga para a emergência e diz que matou seu namorado. Lady GaGa é levada para a polícia com um penteado em formato de cone e é presa. O final do vídeo são suas fotos para a ficha criminal, segurando uma placa onde se lê "POLICE 064 - PAPARAZZI", e onde ela faz várias poses rebeldes.
Inicialmente, havia uma cena na qual GaGa faz várias poses em cima de um cavalo branco com pintas e crina roxa, mas esta foi cortada na edição final do vídeo e foi colocada apenas na versão curta do clipe, onde foram removidas as cenas na cama, na varanda e quando Gaga vai presa.

## MTV Video Music Awards de 2009
No dia 13 de Setembro de 2009 foi realizado o VMA 2009 (Video Music Awards) e Lady Gaga impressionou a todos e fez um grande sucesso na internet, devido sua atuação da música, com vários paparazzis a perseguindo, simulando sangue e ao final se passar por morta.
A apresentação é considerada por muitos a melhor da noite e a melhor de Lady Gaga

## Desempenho nas Paradas
A entrada da canção ocorreu somente nas paradas dos países onde foi lançada, Reino Unido e Irlanda, onde chegou respectivamente na posição 4. No Brasil, Lady Gaga conquistou seu 4º single top 40 no chart Hot 100 Singles brasileiro,ganhando do single antecessor "LoveGame",que chegou com dificuldades só até 39, Paparazzi sobe cada vez mais rápido e encontra-se no hot 100 singles brasileiro  1 como também seu 4º single top 5 no Hot 30 Dance Club Play brasileiro ganhando de LoveGame ". Paparazzi, alcançando o 1,juntando-se aos seus dois primeiros singles que chegaram ao top 5 e alcançaram o 1 Poker face e Just dance no Hot 100 singles brasileiro.

### Posições
| Paradas (2009)                          | Melhor posição |
| --------------------------------------- | -------------- |
| Austrália Singles Chart                 | 2              |
| Áustria Singles Chart                   | 3              |
| Bélgica Singles Chart (Flanders)        | 1              |
| Bélgica Singles Chart (Wallonia)        | 1              |
| Canadá Canadian Hot 100                 | 2              |
| Cazaquistão - Cazaquistão Singles Chart | 1              |
| Chéquia - Czech Airplay Chart           | 1              |
| Países Baixos - Dutch Top 40            | 1              |
| European Hot 100 Singles                | 3              |
| Finlândia Singles Chart                 | 9              |
| França French Singles Chart             | 6              |
| Alemanha Singles Chart                  | 1              |
| Irlanda Singles Chart                   | 4              |
| Islândia Singles Chart                  | 1(2x)          |
| Itália Singles Chart                    | 3              |
| Nova Zelândia Singles Chart             | 5              |
| Polónia Airplay Chart                   | 1              |
| Rússia Airplay Chart                    | 8              |
| Eslováquia Airplay Chart                | 5              |
| Espanha Singles Chart                   | 5              |
| Suécia Singles Chart                    | 7              |
| Suíça Singles Chart                     | 4              |
| Reino Unido UK Singles Chart            | 1              |
| Estados Unidos Hot Dance Club Songs     | 1              |
| Estados Unidos Billboard Pop 100        | 1              |
| Estados Unidos Billboard Hot 100        | 6(4x)          |

| País           | Certificação |
| -------------- | ------------ |
| Austrália      | 2× Platina   |
| Estados Unidos | 3× Platina   |
| Alemanha       | Ouro         |
| Nova Zelândia  | Ouro         |
| Itália         | Ouro         |
| Reino Unido    | Ouro         |

### Trajetórias
| Posição | 74 | 44 | 18 | 7 | 6 | 6 | 6 | 7 | 6 | 6 | 11 | 11 | 11 | 15 | 15 | 15 | 14 | 32 | 33 |